# دانیله سوماریوا
دانیله سوماریوا (انگلیسی: Daniele Sommariva؛ زادهٔ ۱۸ ژوئیهٔ ۱۹۹۷) بازیکن فوتبال است.

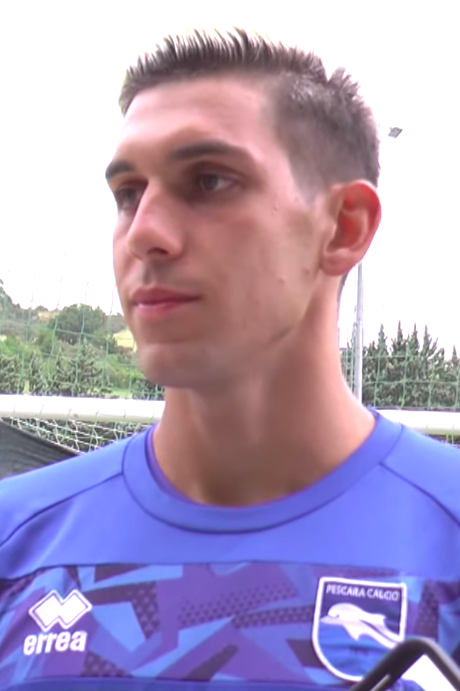
دانیله سوماریوا در سال ۲۰۲۲

از باشگاه‌هایی که در آن بازی کرده‌است می‌توان به باشگاه فوتبال جنوآ اشاره کرد.